# Marcos Flores
Marcos Abel Flores Benard (* 23. Oktober 1985 in Reconquista) ist ein ehemaliger argentinischer Fußballspieler.

## Karriere in Argentinien
Seine erste Station im Profifußball war der argentinische Verein Unión de Santa Fe. Er gab am 17. April 2004 sein Debüt in der ersten Argentinischen Liga und konnte in seinem ersten Spiel direkt ein Tor erzielen. Er spielte noch bis 2006 bei Unión de Santa Fe, ehe er zum Spitzenklub Newell’s Old Boys wechselte. Bei den Old Boys konnte er nie wirklich Fuß fassen, was dazu führte, dass er zur Saison 2007/08 an seinen alten Verein Unión de Santa Fe ausgeliehen wurde. Er kam in dieser Saison zu 26 Einsätzen, wobei er zwei Tore erzielen konnte. Zu einem erneuten Anlauf bei den Newell’s Old Boys kam es nicht, denn Flores wurde direkt nach Ablauf seines Leihvertrages zum chilenischen Club Curicó Unido transferiert.

## Australien, China und USA
In Chile spielte er nur ein halbes Jahr und wechselte im Juni 2009 nach Australien zu Adelaide United.
Dort wurde er schnell zum unverzichtbaren Leistungsträger und debütierte im Jahr 2010 in der AFC Champions League. Die Saison 2010/11 schloss er mit neun Toren in 27 Spielen ab. Im Jahr 2012 folgte ein halbjähriges Gastspiel in der Chinese Super League. Er kam dort auf vier Einsätze für Henan Jianye. 
Zur Saison 2012/13 verließ er China wieder und ging zurück nach Australien. Er schloss sich Melbourne Victory an. 
Nach nur einem Jahr bei Victory wechselte er innerhalb der A-League zu den Central Coast Mariners. 
Nach einem kurzen Gastspiel bei den Newcastle Jets, verließ er Australien Anfang 2015 und schloss sich dem amerikanischen Franchise Jacksonville Armada aus Florida an.